# Kama (orožje)
Kama je orožje, ki se uporablja pri borilnem športu kobudo. Na Japonskem so to orožje kmetje uporabljali za košnjo plevela, trave ter pridelkov na njivi. Zaradi ostrine je bila kama lahko tudi smrtonosno orožje. 
Kama je zelo podobna našemu srpu.